# Segunda División Liga Nacional de Fútbol Femenino (Venezuela)
La Segunda División Liga Nacional de Fútbol Femenino de Venezuela. Es el segundo torneo más importante en el fútbol femenino venezolano (equivalente a la segunda división del fútbol femenino de Venezuela), es organizado por la Federación Venezolana de Fútbol, a través de la Comisión de Fútbol Femenino.
- Datos: Q22084916